# آرک‌سافت
آرک‌سافت (انگلیسی: ArcSoft) شرکت نرم‌افزار آمریکایی است، که در سال ۱۹۹۴ تأسیس شد. این شرکت دارای ۸۰۰ کارمند، شامل بیش از ۶۰۰ دانشمند و مهندس است. دفتر مرکزی آرک‌سافت در کالیفرنیا با مراکز تجاری و توسعه منطقه‌ای در اروپا و آسیا، به ویژه تایپه، سئول، توکیو، شانگهای، هانگژو و نانجینگ قرار دارد.  مایکل دنگ، مدیرعامل آرک‌سافت، این شرکت را با کمک مالی ۱۵۰ هزار دلار از طرف خانواده و دوستان، تأسیس کرد.
آرک سافت یک شرکت توسعه نرم‌افزار تصویر برداری عکس و ویدیو است که فنّاوری‌های تصویربرداری مختلفی در دستگاه‌های دارای پلتفرم‌های اصلی مانند  تلفن‌های هوشمند، تبلت‌ها، رایانه‌های شخصی، تلویزیون‌های هوشمند، دوربین‌های دیجیتال , راه حل های سازمانی مبتنی بر فضای ابری ارائه می‌کند. 

## تاریخچه
ArcSoft توسط مایکل دانگ (Michael Deng) در سال 1994 در فریمونت، کالیفرنیا، ایالات متحده تأسیس شد. در ابتدا، این شرکت به توسعه نرم‌افزارهای چندرسانه‌ای برای کاربران خانگی و تجاری پرداخت. با گذشت زمان و با پیشرفت فناوری، ArcSoft فعالیت‌های خود را به حوزه‌های تخصصی‌تری همچون بینایی کامپیوتری و پردازش تصویر متمرکز کرد.

## تولیدات
آرک‌سافت نرم‌افزارهای زیر را برای موبایل و دسکتاپ به فروش می‌رساند:

### نرم‌افزارهای موبایلی
Perfect365: برای تغییر و بهبود در تصاویر چهره 
ArcNote: برای یادداشت برداری عکس

### ویرایش ویدیو و سرگرمی ویدیویی
TotalMedia Theatre: تجربه فیلم در رایانه شخصی
ShowBiz: ویرایشگر ویدیو

### ابزار مدیریت رسانه
MediaConverter: موسیقی، عکس‌ها و ویدیوها را به فرمت‌هایی برای پخش‌کننده‌های رسانه تبدیل می‌کند. این نرم‌افزار برای ضبط و سرقت فایل‌های ضبط شده برای فروش در خارج از کشور استفاده می‌گردد.

### ویرایشگر تصویر
Panorama Maker: عکس‌ها و فیلم‌ها را به پانوراما تبدیل می‌کند (این نرم‌افزار دیگر توسط ArcSoft پشتیبانی یا به روز نمی‌شود).
PhotoStudio: برای ویرایش پیشرفته عکس
Portrait+: برای بهبود پرتره
PhotoImpression: برای ویرایش غنی عکس
PhotoBase: برای ویرایش اوّلیّه عکس

## همکاری‌ها و مشارکت‌ها
ArcSoft با شرکت‌های بزرگی در صنعت فناوری همکاری کرده است. برخی از شرکای استراتژیک ArcSoft شامل سامسونگ، هواوی، اپل و سونی هستند. این همکاری‌ها منجر به توسعه فناوری‌های نوآورانه‌ای در حوزه پردازش تصویر و ویدیو شده است که در محصولات مصرفی این شرکت‌ها به کار گرفته شده‌اند.

## افتخارات و دستاوردها
شرکت ArcSoft در طول سال‌ها به خاطر نوآوری‌های خود در زمینه‌های مختلف فناوری، به ویژه پردازش تصویر، هوش مصنوعی و بینایی کامپیوتری، موفق به دریافت جوایز و افتخارات متعددی شده است. در این بخش به برخی از مهم‌ترین دستاوردها و جوایز این شرکت با جزئیات بیشتر پرداخته می‌شود:

### 1. جوایز فناوری و نوآوری
ArcSoft به دلیل توسعه فناوری‌های نوآورانه در حوزه پردازش تصویر و بینایی کامپیوتری چندین بار از سوی صنعت فناوری و رسانه‌های مرتبط تقدیر شده است. برخی از این جوایز عبارت‌اند از:
- جایزه نوآوری CES (Consumer Electronics Show): ArcSoft به دلیل ارائه فناوری‌های پیشرفته پردازش تصویر و هوش مصنوعی که در محصولات مصرفی شرکت‌های بزرگی مانند سامسونگ و سونی به کار گرفته شده‌اند، چندین بار در نمایشگاه CES مورد تقدیر قرار گرفته است. فناوری‌هایی مانند تشخیص چهره، تحلیل صحنه، و بهبود خودکار تصویر از جمله دستاوردهایی بوده‌اند که این جوایز را برای ArcSoft به ارمغان آورده‌اند.
- جایزه Red Dot Design: برخی از محصولات نرم‌افزاری ArcSoft به دلیل طراحی کاربرپسند و نوآورانه خود موفق به دریافت این جایزه معتبر طراحی شده‌اند. این جایزه به محصولات و فناوری‌هایی اعطا می‌شود که از نظر طراحی و عملکرد در سطح بالایی قرار دارند.

### 2. دستاوردهای تجاری و همکاری‌های استراتژیک
ArcSoft به دلیل همکاری با برندهای بزرگ در زمینه‌های مختلف، موفق به کسب دستاوردهای تجاری قابل توجهی شده است. این شرکت با ایجاد شراکت‌های استراتژیک توانسته محصولات و فناوری‌های خود را در مقیاس جهانی عرضه کند. برخی از این همکاری‌ها شامل موارد زیر است:
- سامسونگ: ArcSoft یکی از تأمین‌کنندگان اصلی فناوری‌های پردازش تصویر برای دوربین‌های تلفن‌های هوشمند سامسونگ بوده است. همکاری با سامسونگ منجر به توسعه راه‌حل‌های نرم‌افزاری برای بهبود کیفیت عکس‌ها و ویدیوهای گرفته شده با دوربین‌های این شرکت شده است.
- سونی: ArcSoft در توسعه فناوری‌های بینایی کامپیوتری و پردازش تصویر برای دوربین‌های دیجیتال سونی نیز نقش کلیدی ایفا کرده است. این همکاری‌ها موجب ارتقای قابلیت‌های تصویربرداری و افزایش تجربه کاربری محصولات سونی شده است.
- هواوی: ArcSoft در توسعه فناوری‌های هوش مصنوعی و پردازش تصویر برای تلفن‌های هوشمند هواوی نیز مشارکت داشته است. این همکاری بهبود چشمگیری در کیفیت عکس‌های گرفته شده با دوربین‌های این تلفن‌ها و ارائه قابلیت‌های تشخیص چهره پیشرفته را به دنبال داشته است.

### 3. تقدیر از پیشرفت‌های علمی
ArcSoft علاوه بر دستاوردهای تجاری، به دلیل تحقیقات علمی و فنی خود در زمینه بینایی کامپیوتری و هوش مصنوعی نیز مورد تقدیر قرار گرفته است. مقالات علمی و فنی منتشر شده توسط تیم تحقیق و توسعه این شرکت در کنفرانس‌های بین‌المللی معتبر مانند CVPR (Conference on Computer Vision and Pattern Recognition) و ICCV (International Conference on Computer Vision)، جوایزی را به دست آورده‌اند.

### 4. ثبت اختراعات فناوری
ArcSoft چندین اختراع در زمینه‌های پردازش تصویر و بینایی کامپیوتری به ثبت رسانده است. این اختراعات شامل روش‌ها و الگوریتم‌های پیشرفته در حوزه‌های زیر هستند:
- تشخیص چهره و بیومتریک: ArcSoft در توسعه الگوریتم‌های تشخیص چهره و تحلیل بیومتریک پیشرو بوده است. این فناوری‌ها در بسیاری از دستگاه‌های هوشمند مانند تلفن‌های همراه و سیستم‌های امنیتی مورد استفاده قرار می‌گیرند.
- بهبود کیفیت تصویر و ویدیو: اختراعات مرتبط با پردازش تصویر شامل بهبود کیفیت تصاویر و ویدیوهای گرفته شده در شرایط نوری ضعیف، کاهش نویز، و بهینه‌سازی رنگ‌ها و کنتراست می‌باشند.

### 5. پیشرو در هوش مصنوعی و یادگیری عمیق
ArcSoft در سال‌های اخیر با تمرکز بر توسعه الگوریتم‌های هوش مصنوعی و یادگیری عمیق، توانسته است به عنوان یکی از پیشروان این حوزه شناخته شود. فناوری‌های یادگیری عمیق ArcSoft در زمینه‌های مختلفی از جمله تحلیل تصویر، ویرایش هوشمند ویدیو و تشخیص اشیاء مورد استفاده قرار می‌گیرند. این شرکت به دلیل این نوآوری‌ها، در همایش‌های بین‌المللی متعدد مورد تقدیر قرار گرفته است.

### 6. دستاوردهای مالی
ArcSoft از نظر رشد مالی نیز دستاوردهای چشمگیری داشته است. با افزایش تقاضا برای محصولات و راه‌حل‌های پیشرفته در زمینه پردازش تصویر و هوش مصنوعی، این شرکت توانسته است سهم قابل توجهی از بازار جهانی را به دست آورد و درآمد خود را در طول سال‌ها به طور مداوم افزایش دهد.
این افتخارات و دستاوردها گواهی بر توانایی ArcSoft در نوآوری و رهبری در زمینه‌های فنی و تجاری است. شرکت همچنان در تلاش است تا با ارائه فناوری‌های پیشرفته، جایگاه خود را در صنعت فناوری تثبیت کرده و آینده‌ای روشن را برای خود رقم بزند.

## دفاتر و شعبات
ArcSoft دفتر مرکزی خود را در فریمونت، کالیفرنیا دارد و دفاتر دیگری در مناطق مختلف جهان از جمله چین، ژاپن و اروپا تأسیس کرده است. این شرکت دارای تیم‌های تحقیق و توسعه قوی در این کشورها است که به توسعه و بهبود فناوری‌های نوین کمک می‌کنند.